# Смак хліба
«Смак хліба» (рос. «Вкус хлеба») — російський радянський широкоформатний 4-ох серійний фільм-повість Олексія Сахарова, знятий на кіностудіях «Мосфільм» та «Казахфільм» у 1979 році. Удостоєний Державної премії СРСР (1980).

## Сюжет
Фільм висвітлює події, пов'язані з освоєнням цілинних земель в СРСР. Сюжет розгорнуто навколо доль трьох героїв: директора радгоспу Степана Сєчкіна, партійного працівника Володимира Єрошина і вченого-агронома Сергія Ігнатьєва.

## Екранізація

### Структура кіноповісті
Кіноповість «Смак хліба» складається з 4 фільмів:
- «Хліб наш насущний»
- «Хліб і земля»
- «Хліб і люди»
- «Хліб батьківщини».

### Особливості екранізації
У фільмі з певною часткою умовності показані труднощі, з якими зіткнулися перші цілинники: малообжиті місця, практично без інфраструктури; присутність значного числа колишніх ув'язнених, звільнених в перші роки після смерті Сталіна.

## У ролях
- Сергій Шакуров — директор радгоспу Степан Сєчкін
- Валерій Рижаков — секретар цілинного райкому партії Володимир Ерошин
- Ернст Романов — Вчений-агроном Сергій Ігнатьєв
- Микола Єременко (старший) — Веденін
- Любов Полехина — Саша Сєчкіна
- Асаналі Ашимов — Камал Айкен
- Наталія Арінбасарова — Камшат Сатаєва
- Анатолій Азо — Ілля Коперник
- Леонід Дьячков — Калашников
- Іван Агафонов — Коровин
- Ідріс Ногайбай — Келіл
- Нуржуман Іхтимбаєв — Мураталіев
- Джамбул Худайбергенов
- Микола Шутько — механізатор
- Євген Буренков — Касьянов
- Віктор Мамаєв — Волжанин
- Світлана Харитонова — тітка Віра
- Олександр Лебедєв — Хлистиков
- Олексій Ванін — Квасовець
- Сергій Плотников — батько Ерошика
- Лариса Барабанова — цілинниця